# Муниш, Мартин
Мартин Муниш (порт. Martim Moniz) (убит в 1147 году) — участник осады Лиссабона в 1147 году, своей смертью способствовавший захвату мавританской крепости.

## Легенда
Согласно легенде, Мартин Муниш был благородным рыцарем, который сражался во время осады Лиссабона, в рядах христианских воинов под командованием короля Афонсу Энрике Великого (1112—1185).
Видя в начале штурма, что ворота крепости, обороняемой мусульманами, оставались открытыми, он один атаковал эти ворота и защищал их, не давая закрыть, пожертвовав своей жизнью.
Благодаря подвигу Мартина Муниша нападающие христианские воины смогли приблизиться к открытым воротам и захватить замок, после победы названным замком святого Георгия. В честь него эти ворота стали называть воротами Мартина Муниша (Porta de Martim Moniz). За свой подвиг он был причислен к христианским мученикам .

## История
Единственными свидетельствами очевидцев отвоевания Лиссабона у мавров являются два письма крестоносцев. Один из них, которого звали Осберно, был родом из Боудси(Суффолк, Англия) написал письмо, известное под названием «De expugnatione Lyxbonensi», которое имеет огромную историческую ценность и является частью Кодекса 470 Библиотеки Колледжа Корпус-Кристи, Кембриджского университета. Второго крестоносца звали Арнульфо. Ни один из перечисленных рыцарей, участвовавших в сражениях, не упоминают в своих письмах ни о Мартине Мунише, ни о его смерти. Поэтому историк и писатель Алесандре Эркулано считал подвиг Муниша эпизодом легендарным, хотя и укоренившимся в традиции.
Данные генеалогических исследований противоречивы. Некоторые авторы возводят родство Мартина Муниша к Терезе Афонсу, которую считают незаконной дочерью короля Афонсу I Великого. Потомками Мартина Муниша считается род Вашкунселуш.
Португальский писатель и историк Альфредо Пимента в своей работе «Подвиг Мартина Муниша», написанной в 1940 году, пишет, что ворота Мартина Муниша впервые упоминаются в документе Nobiliário, который датируется 1258 годом, и автор которого граф дон Педру лишь смутно упоминает, что Мартин Муниш, как говорят, погиб на этом месте.

## Память
Рядом с воротами Мартина Муниша, в замке святого Георгия в Лиссабоне, членами семьи Вашкунселуш в середине XVII века были установлены бюст героя и памятная мраморная доска над воротами. Надпись на мемориальной доске гласит:
«Король Афонсу Энрикеш поместил здесь эту статую в память о славной смерти, которую Мартин Муниш, прародитель семьи Вашкунселуш, принял у этих ворот, удерживая их открытыми в 1147 году.»
Имя Мартина Муниша носит большая площадь у подножия Лиссабонского замка (в самом сердце округа Сокорру), а также находящаяся здесь станция лиссабонского метро., на стенах которой подвиг Муниша изображен в виде стилизованной графики.